# Ramal Far Rockaway
El Ramal Far Rockaway es una línea ferroviaria electrificada operada por el Ferrocarril de Long Island en el estado de Nueva York. El ramal se inicia en Valley Interlocking, justo al este de la estación Valley Stream; el Ramal Long Beach también se inicia ahí, yendo al este y sur de la estación Long Beach, y el Ramal Atlantic yendo al oeste de la estación Jamaica. De Valley Stream, la línea se dirige al sur y suroeste y sobre el suroccidente del condado de Nassau, terminando en Far Rockaway en Queens. Los mapas del LIRR y horarios indican que los servicios del Ramal Far Rockaway continúan al oeste a lo largo del Ramal Atlantic hacia Jamaica. Este ramal de dos vías provee servicio las 24-horas en ambas direcciones de la terminal Avenida Flatbush en Brooklyn, con transferencias requeridas en la estación Jamaica (en casi todos los trenes de no hora pico que se originan en Far Rockaway) para la Estación Penn en Midtown Manhattan. Durante las horas pico, el servicio expreso puede traspasar la estación Jamaica.